# Lepelsporig waskelkje
Het lepelsporig waskelkje (Orbilia aristata) is een schimmel behorend tot de familie Orbiliaceae.

## Kenmerken
De sporen zijn lepelvormig en meten 15-22 × 2,7-3,3 μm. 

## Verspreiding
Het lepelsporig waskelkje komt voor in Europa. In Nederland komt het zeldzaam voor . 